# La Armuña

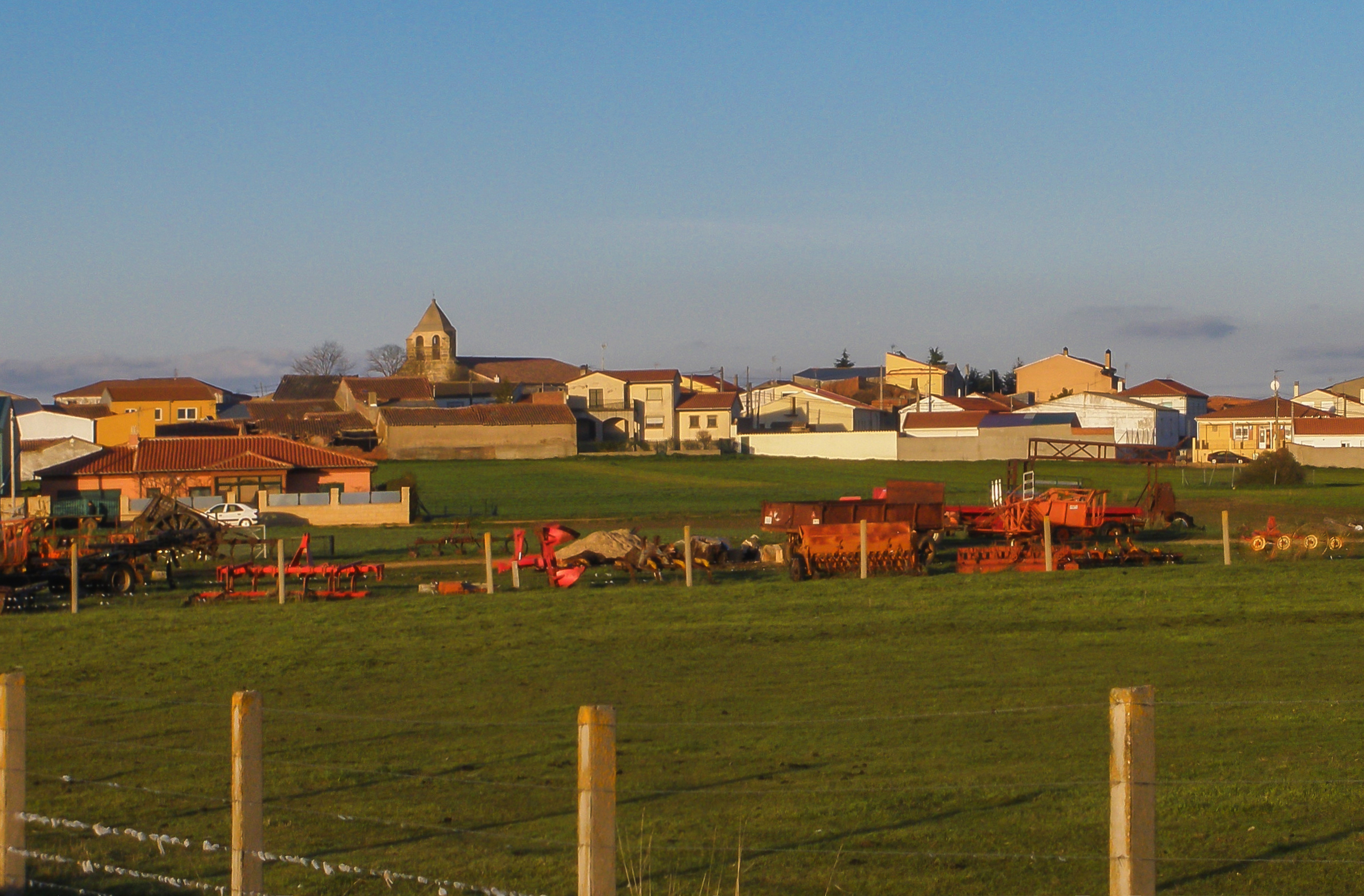
Panorama de Tardáguila.

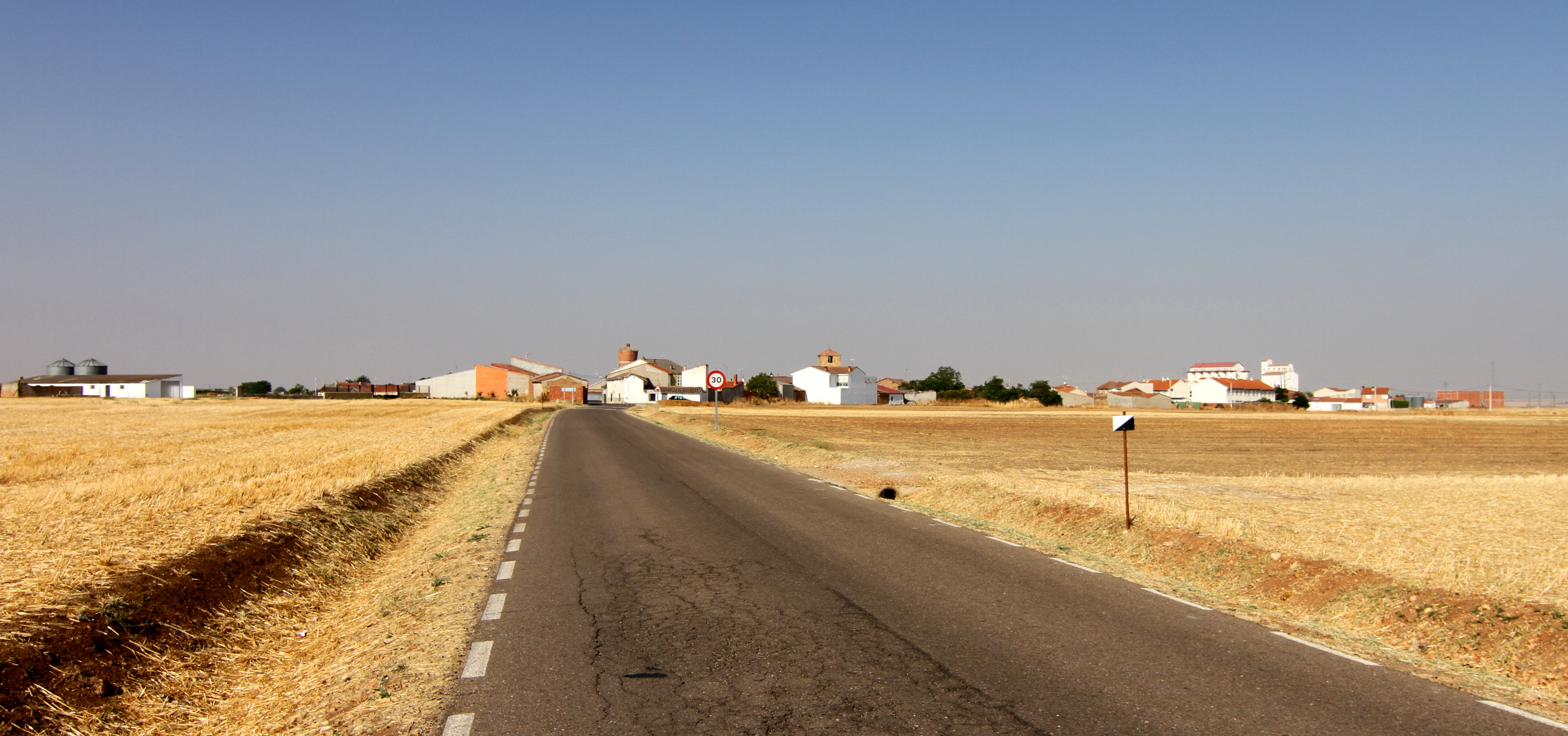
Panorama de Gomecello, com a característica paisagem plana de La Armuña.

La Armuña é uma comarca da província de Salamanca, na comunidade autónoma de Castela e Leão, Espanha. Os seus limites não se correspondem com uma divisão administrativa, mas com uma demarcação histórico-tradicional, cultural, geográfica e agrária.

## Geografia

### Demarcação
Compreende 30 concelhos: Aldeanueva de Figueroa, Arcediano, Cabezabellosa de la Calzada, Cabrerizos, Calzada de Valdunciel, Castellanos de Moriscos, Castellanos de Villiquera, El Pedroso de la Armuña, Espino de la Orbada, Forfoleda, Gomecello, La Orbada, La Vellés, Monterrubio de Armuña, Moriscos, Negrilla de Palencia, Pajares de la Laguna, Palencia de Negrilla, Parada de Rubiales, Pedrosillo el Ralo, Pitiegua, San Cristóbal de la Cuesta, Tardáguila, Topas, Torresmenudas, Valdunciel, Valverdón, Villamayor, Villares de la Reina e Villaverde de Guareña.